# Koboltstare
Koboltstare (Poeoptera stuhlmanni) är en fågel i familjen starar inom ordningen tättingar.

## Utseende och läte
Koboltstaren är en liten och slank stare med mörk fjäderdräkt. Ögonen är bruna och honan uppvisar stora kastanjebruna fläckar i vingarna som syns i flykten. Arten liknar kortstjärtad glansstare, men denna är större och knubbigare, med röda ögon och rödaktiga vingfläckar även hos hanen. Bland lätena hörs enkla visslingar och gnissligt uppretade toner.

## Utbredning och systematik
Arter förekommer fläckvist i sydvästra Etiopien, södra Sydsudan (Imatongbergen), västra Uganda, västra Tanzania, Rwanda, Burundi och östra Demokratiska republiken Kongo. Den behandlas som monotypisk, det vill säga att den inte delas in i några underarter.

## Status och hot
Arten har ett stort utbredningsområde, men tros minska i antal, dock inte tillräckligt kraftigt för att den ska betraktas som hotad. Internationella naturvårdsunionen IUCN listar arten som livskraftig (LC).

## Levnadssätt
Koboltstaren hittas i bergsskogar. Den ses vanligen i små flockar, ofta sittande synligt på döda grenar och andra öppna platser.

## Namn
Fågelns vetenskapliga artnamn hedrar Franz Ludwig Stuhlmann (1863-1928), tysk naturforskare och samlare av specimen i Östafrika 1886-1900. Tidigare kallades den stuhlmannstare även på svenska, men tilldelades 2024 ett mer informativt namn av BirdLife Sveriges taxonomikommitté.